# Chiapas
Chiapas är en av Mexikos delstater och är belägen i den sydöstra delen av landet. Det är den sydligaste delstaten i landet och gränsar till Stilla havet i söder och Guatemala i öster. Administrativ huvudort och största stad är Tuxtla Gutiérrez. Andra stora städer är Comitán de Domínguez, San Cristóbal de las Casas och Tapachula. Delstaten hade cirka 5,1 miljoner invånare 2013.
Chiapas är en av de fattigaste delstaterna i Mexiko. Sedan 1994 har ett uppror pågått där zapatiströrelsen, med sin väpnade gren EZLN samt den civila grenen FZLN, kräver rättvisa för framför allt Mexikos ursprungsbefolkning.
I Chiapas finns några av de mest berömda arkeologiska lämningarna efter mayakulturen, bland annat ruinerna i Palenque, Yaxchilán och Bonampak.

## Historia

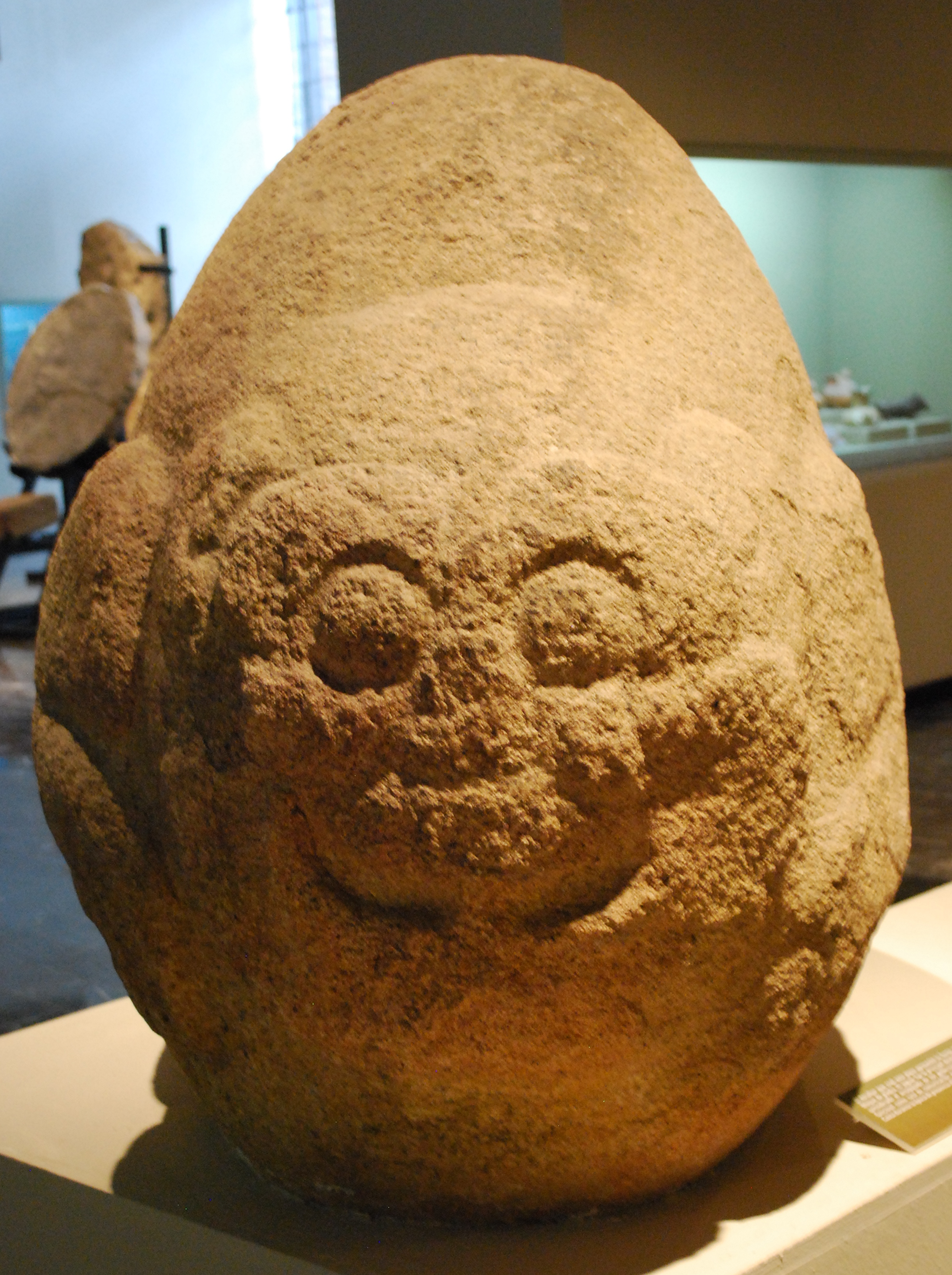
Jaguarskulptur från Cintalapa daterad till mellan 1000 och 400 f.Kr. utställd på Regional Museum of Anthropology and History of Chiapas.

### Förcolumbiansk tid
Jägare-samlare började ta delstatens centrala dal i besittning omkring 7000 år f.Kr., men föga är känt om deras liv. De äldsta arkeologiska lämningarna i området har hittats vid Santa Elena Ranch i Ocozocoautla, fynd som innehåller verktyg och vapen gjorda av sten och ben. Där finns även gravfynd. I den förklassiska perioden från 1800 f.Kr. till 300 e.Kr. dök jordbrukssamhällen upp över hela delstaten,  även om jägare–samlare-grupper skulle finnas kvar långt efter den perioden.
Nyligen genomförda utgrävningar i Soconusco regionen av delstaten pekar på att den äldsta civilisation i vad som nu är moderna Chiapas, verkar dyka upp i Mokaya. Där odlades majs och man bodde i hus så tidigt som 1500 år f.Kr., vilket gör den till en av de äldsta i Mesoamerika. Det spekuleras om att dessa var  Olmekernas förfäder, som rörde sig över Grijalva-dalen ut till Mexikanska golfens kustområde i norr, vilket var Olmekernas territorium. En av dessa folks antika städer är nu den arkeologiska lokalen Chiapa de Corzo, i vilken man funnit den äldsta kända kalendern på ett stycke keramik med datumet 36 f.Kr. Det är över hundra år, innan Mayakulturen utvecklade sin kalender. Mokayas ättlingar är Mixe-Zoque.

### Modern tid
Chiapas tillhörde vid Mexikos självständighet 1821 regionstyret i Guatemala som i sin tur låg under Nya Spanien och på så sätt hamnade Chiapas i Mexiko 1823. När Agustín de Iturbides kejsardöme upphörde bildades två läger; de för union med Mexiko och de för union med Guatemala. Efter en folkomröstning där 96 829 var för, 60 400 emot och 15 724 neutrala anslöt sig Chiapas till Mexiko den 14 september 1824.
Chiapas utökade sitt område i samband med att Centralamerikanska federationen kollapsade 1840 med Los Altos (Altos de Chiapas/Guatemala) och fortsatta oroligheter 1842 med Soconusco som hade varit självständig från 1824.
Modern invandring av japaner till Mexiko tog sin början 1897, när de första 35 migranterna anlände till Chiapas för att arbeta på kaffeplantagerna. Detta gjorde Mexiko till det första latinamerikanska landet att ta emot organiserad japansk utvandring. Även om denna koloni misslyckades i slutändan, återstår det en liten japansk bosättning i Acacoyagua, Chiapas.
Under Mexikanska revolutionen 1910-1917 var Chiapas i stort sett opåverkad på grund av att gränserna skyddades av den så kallade Tvättbjörnsarmén (Ejercito Mapache) som godsägarna organiserade.

## Natur
| Chiapas flora och fauna |                 |                  |                          |                         |
|                         |                 |                  |                          |                         |
| Paka                    | Mantelvrålapa   | Karettsköldpadda | Praktquetzal             | Centralamerikansk tapir |
|                         |                 |                  |                          |                         |
| Jaguar                  | Tukanart        | Tayassu pecari   | Ozelot                   | Kungsboa                |
|                         |                 |                  |                          |                         |
| Kapok                   | Abies religiosa | Cedrela odorata  | Dysoxylum pettigrewianum | Bursera simaruba        |